# Neil Postman
Neil Postman (New York, 8 maart 1931 – aldaar, 5 oktober 2003) was een Amerikaanse communicatiewetenschapper en publicist, die het meest bekendstond als media-, onderwijs- en techniekcriticus. Hij publiceerde daarnaast onder meer over onderwerpen op het gebied van pedagogie, semantiek en cultuur. Internationaal bekend werd hij door zijn boek Amusing Ourselves to Death (vertaald als: Wij amuseren ons kapot) uit 1985, over de effecten van de media op de menselijke geest. Hij overleed in 2003 aan longkanker.

## Opleiding en loopbaan
Neil Postman werd geboren in New York, de stad die hij zijn leven lang trouw zou blijven. Hij deed zijn opleiding aan de State University of New York. Aan het Teacher's College in Columbia behaalde hij in 1955 zijn masters en in 1958 zijn doctoraat in onderwijs en opvoeding. In 1959 begon hij te doceren aan de Universiteit van New York. Hij zou meer dan veertig jaar aan deze instelling verbonden blijven.
In 1971 stichtte hij een onderwijsprogramma in media-ecologie aan de Steinhardt School of Education, een onderdeel van de Universiteit van New York. Zijn lessen en spreekbeurten trokken jarenlang veel belangstelling. In 1993 kreeg hij een professoraat, het enige in de School of Education; tevens werd hij voorzitter van het Departement voor Cultuur en Communicatie, een functie die hij vervulde tot kort voor zijn dood.
Postman schreef 18 boeken en meer dan 200 (gepubliceerde) artikelen. Daarnaast was hij tien jaar lang uitgever van Et Cetera, een blad over algemene semantiek. Hij ontving diverse onderscheidingen voor zijn verdiensten op taalgebied.

## Postmans denken
Postman wilde de rol vervullen van gewetensvolle buitenstaander tegenover de snelle ontwikkelingen van de 20e eeuw. Hij werd als humanist van de oude stempel geïnspireerd door het classicisme en de verlichting en nam stelling tegen het postmodernisme, dat hij 'wartaal' noemde, en de technofilie. Hij was van mening dat de enorme technologische veranderingen in de maatschappij de menselijke waarden onder druk zetten. Hij was tegen de commercialisering van de media en was van mening dat het ontembare aanbod via de media de cultuur aanvalt en ten slotte de cultuur wórdt. Sterker nog:
'Als gevolg daarvan moeten tradities, sociale mores, mythen, beginselen, rituelen en religie vechten voor hun bestaan'. 'Het maakt ze onzichtbaar en daardoor irrelevant' (citaten (vrij vertaald) uit Technopoly).
Postman vond dat technopoly de alternatieven (waaronder ook geschiedenis, waarheid, privacy, intelligentie en gezin) herdefinieert en elimineert. Het enorme aanbod aan informatie, mogelijkheden en ervaringen berooft volgens Postman mensen van hun geestelijke rust en sociale doelstellingen. Hoe meer informatie, hoe minder controlemechanismen de mens heeft om het aanbod te verwerken en de betekenis van wat er op hen afkomt op waarde te schatten. Daardoor wordt het ook moeilijker voor mensen om een redelijk beeld van de toekomst te schetsen.
In 1985 uitte Postman in een interview met journalist Chis Kijne het vermoeden dat het grote publieke overal ter wereld het liefst de Amerikaanse stijl van televisie zou overnemen. Om die reden, en vanwege technologische ontwikkelingen als satelliettelevisie en video, dacht hij dat Europese politici niet in staat zouden zijn de komst van commerciële televisie tegen te houden. Voor de Derde Wereld achtte hij het mogelijk dat die een 'kikkersprong' zou maken en de vijfhonderd jaar schriftelijke media zou overslaan om meteen vanuit een orale cultuur naar een televisiecultuur over te gaan.
In zijn boek Building a Bridge to the Eighteenth Century (Ned. vertaling: Denken voor de spiegel. Inspiratie van 18de-eeuwse filosofen) hekelt hij de in zijn ogen fatalistische acceptatie van de 'technopoly'. In Amusing Ourselves to Death stelt hij dat elke technologische verandering onvoorziene neveneffecten met zich meebrengt. Goedbedoelde nieuwe mogelijkheden leveren winnaars op, maar ook verliezers, en de uitkomst is van tevoren niet altijd duidelijk. Per saldo gaat dus in zijn denken elke nieuwe ontwikkeling in de technologie gepaard met zowel winst als verlies.
Critici bekritiseerden Postmans denken als al te pessimistisch en vonden dat het wel meevalt met de 'debilisering' van de samenleving. Zij gaven hem het predicaat 'technofoob' en verweten hem dat hij teruggreep op het 'romantische' verleden.